# Hổ Khâu
Hổ Khâu (tiếng Trung: 虎丘區, Hán Việt: Hổ Khâu khu) là một khu của thành phố Tô Châu (苏州市), tỉnh Giang Tô, Cộng hòa Nhân dân Trung Hoa. Quận Hổ Khâu có diện tích 123 km2, dân số năm 2001 là 472.000 người. Quận Hổ Khâu có các đơn vị hành chính gồm 4 nhai đạo và 3 trấn. 